# Enemies
"Enemies" é uma canção do rapper e cantor estadunidense Post Malone, gravada para seu terceiro álbum de estúdio Hollywood's Bleeding (2019). Conta com participação do rapper estadunidense DaBaby. A canção foi escrita pelo próprio Malone, Jonathan Kirk, Louis Bell, e Billy Walsh enquanto a produção foi realizada por Louis Bell. A faixa foi enviada para rádios rhythmic estadunidenses através da Republic Records em 17 de setembro de 2019, como o quinto single do álbum.[carece de fontes?]

## Posições nas tabelas musicais

### Tabelas semanais
| Tabela musical (2019)                        | Melhor posição |
| -------------------------------------------- | -------------- |
| Austrália (ARIA)                             | 28             |
| Canadá (Canadian Hot 100)                    | 15             |
| República Checa (Singles Digitál Top 100)    | 22             |
| Dinamarca (Hitlisten)                        | 28             |
| França (SNEP)                                | 159            |
| Grécia (IFPI)                                | 62             |
| Hungria (Stream Top 40)                      | 16             |
| Itália (FIMI)                                | 59             |
| Lituânia (AGATA)                             | 28             |
| Países Baixos (Single Top 100)               | 32             |
| Nova Zelândia (Recorded Music NZ)            | 37             |
| Noruega (VG-lista)                           | 17             |
| Portugal (AFP)                               | 41             |
| Eslováquia (Singles Digitál Top 100)         | 20             |
| Suécia (Sverigetopplistan)                   | 32             |
| Reino Unido (Audio Streaming Chart)          | 27             |
| Estados Unidos (Billboard Hot 100)           | 16             |
| Estados Unidos (Billboard R&B/Hip-Hop Songs) | 9              |
| Estados Unidos (Billboard Rhythmic)          | 1              |

## Certificações
| Região | Certificação | Vendas     |
| --- | ------------ | ---------- |
| Canadá (Music Canada) | 2× Platina   | 160.000‡   |
| Estados Unidos (RIAA) | Platina      | 1.000.000‡ |
| Reino Unido (BPI) | Prata        | 200.000‡   |
| *vendas baseadas apenas na certificação ^distribuições baseadas apenas na certificação ‡números de vendas+streaming baseados apenas na certificação |              |            |

## Histórico de lançamento
| País           | Data                   | Formato(s)      | Gravadora(s) | Ref.   |
| -------------- | ---------------------- | --------------- | ------------ | ------ |
| Estados Unidos | 17 de setembro de 2019 | Rádios rhythmic | Republic     | [ 24 ] |